# Rafael Solano
Rafael Solano Sánchez (* 10. April 1931 in Puerto Plata) ist ein dominikanischer Komponist.
Solano hatte Violin- und Cellounterricht bei Manuel Plá Cocco und leitete dreizehnjährig eine Chorgruppe in der Parochialkirche seiner Heimatstadt. Er studierte dann Klavier bei Vicente Grisolía und Rafael Arzeno und setzte seine Ausbildung ab 1950 am Conservatorio Nacional de Música bei Mary Siragusa und Pedro Lerma fort.
Er wurde dann Leiter des Gran Orquesta Angelita des Rundfunksenders La Voz Dominicana und wechselte von dort zum Orchester Antonio Morels. 1954 reiste er als Pianist mit dem Orchester Luis Alfonzo Larrains nach Kolumbien, wo er zwei Jahre als Dirigent des Orchesters des Embassy Club im Hotel Embajador wirkte. Weitere Konzertreisen führten ihn nach Jamaika und auf die Bahamas.
Ab 1959 leitete Solano die Fernsehreihe La Hora de More, in der Musiker wie Aníbal de Peña, Fernando Casado, Horacio Pichardo, Niní Cáffaro, Julio César Defilló, Arístides Incháustegui, Luchy Vicioso und José Lacay ihre Laufbahn begannen. Weiterhin gründete er das Festival de la Voz, das jährlich bis 1971 stattfand und (mit Nobel Alfonso und Mac Cordero) die Show del Mediodía. 1963 ging er nach New York und trat dort mit Charlie Fisk im Hotel Americana auf. Daneben studierte er dort zeitgenössische Musik bei Hall Overton.
Als Komponist wurde Solano mit Titeln wie Por amor, Por caridad, El 10 de abril, Magia und En la oscuridad bekannt. Sie wurden u. a. von Sonia Silvestre, Lope Balaguer, Fernando Casado, Marco Antonio Muñiz, Vikki Carr, Danny Rivera und Plácido Domingo gesungen. Er wurde von der dominikanischen Regierung mit dem Orden de Duarte, Sánchez y Mella ausgezeichnet, erhielt 1976 den Preis El Gran Dorado, 2005 El Soberano und war von 1982 bis 1986 Botschafter der Dominikanischen Republik bei der UNESCO in Paris.